# Фёдор Сволочь
Фёдор Сволочь (настоящее имя — Александр Владимирович Старостин, род. 10 ноября 1970 года, Ленинград, РСФСР, СССР) — российский музыкант-мультиинструменталист, композитор, поэт, продюсер, журналист, художник-дизайнер и режиссёр музыкальных видеоклипов. Основатель, автор музыки и текстов группы Theodor Bastard (совместно с Яной Вевой).

## Биография
Вырос в Петербурге в рабочем районе на окраине мегаполиса. Этот период отражает альбом Agorafobia, который Федор посвятил ушедшим друзьям юности и некоторым воспоминаниям собственного детства. Музыка альбома временами напоминает саундтрек к печальному мистическому триллеру.
Все детство Фёдор проводил на хуторе в Вологодской области. В молодые годы много путешествовал автостопом. Совершал в том числе и дальние поездки в Болгарию, Турцию и другие страны. Является заядлым велотуристом, проехал на велосипеде весь русский север, включая крайнюю точку европейской части России мыс Рыбачий.

Много ездил автостопом, кстати, неоднократно проезжал Брянск. Путь частенько лежал через погранзаставу «Три сестры», а дальше через всю Украину, через Румынию в Болгарию ‒ 8 дней с рюкзаком за спиной в одну сторону, ночевали только на обочине, в придорожной пыли, под грохот проносящихся грузовиков. В юности каждый год таким образом ездили в Турцию, на Чёрное море или в Европу. Сейчас в основном на велосипеде: и физическая работа какая-то, и свободы действий больше, чем в машине.
— Федор Сволочь: «Можно всю жизнь жаловаться, а можно попробовать изменить
ситуацию»
Участвовал в многодневных автономных походах, о чём неоднократно писал в своем Живом Журнале.
Также путешествовал по Уралу и тайге.
Коллекционер музыкальных этнических и не очень инструментов из разных путешествий и стран. Коллекция Фёдора насчитывает более 500 различных инструментов, привезенных из путешествий в Сирию, Ливан, Иорданию, Марокко, Китай, Таиланд, Камбоджу, Вьетнам, Монголию, Норвегию и другие страны.

## Музыкальное творчество
В 1990-е годы в одиночку записывал и издавал на собственном лейбле Fulldozer авангардные и тяжелые для восприятия альбомы. Три первых альбома: «Восемь способов добиться леди», «Как не нужно делать попсу» и «Зверинец Крафта-Эбинга» — под именем Фёдор Сволочь, дальнейшие, с 2000 года: Agorafobia, Live In Heaven — уже под именем Theodor Bastard.
Все эти релизы отличал радикальный подход к звуку, запись бытовых шумов и собственноручно изобретенных инструментов, а также сложно структурированный звук и единая концепция, которую можно соотнести с работами таких групп как Coil и Nurse with Wound, но с совершенно своим и узнаваемым почерком.
Последним альбомом того периода, записанным Федором, стал альбом BossaNova_Trip, он был издан в 2002 году лейблом «Планктон», принадлежавшим группе «Виды Рыб».

«BossaNova_Trip» — латентный террор сознания, музыки и технических средств, может ненароком прожечь ваши мозги какой-нибудь еле заметной ультрачастотой. Но в принципе, если Вас не отпугивает продукция лейблов Mego, Mille Plateaux, Sonig и т. д., а современное искусство — не пустой звук, этот альбом для Вас.
— Из рецензии в журнале БульDozer
В 2000-е годы началось сотрудничество Федора с Яной Вевой, ставшей вокалисткой Theodor Bastard и соавтором музыки и текстов. Её голос вдохновил Федора на создание живого коллектива и на радикальную смену стилистики в направлении дарквейва, этно-электроники и трип-хопа.
Первым альбомом, записанным живым коллективом Theodor Bastard, стал альбом «Пустота», вышедший в 2004 году. Федор записал этот альбом в своей домашней студии, сочинил большую часть музыки.
Совместно с Яной Вевой были созданы дальнейшие альбомы Theodor Bastard, саундтреки для фильмов «Загадки нашего Я» Виктора Фокеева и «Пауза» Густаво Сантоса и в настоящее время пишутся саундтреки к нескольким компьютерным играм.
Также Федор Сволочь сотрудничал со многими музыкантами и коллективами: «Виды Рыб», «Собаки Табака», «Снега», «Театр Яда», Ole Lukkoye, Kira Lao, с Алексеем Борисовым, Сергеем Летовым, Алексеем Раховым и другими.
В 2004 году 24 ноября Фёдор Сволочь сольно был приглашен в столицу Словении Любляну, где он с успехом выступил на фестивале восточноевропейской электронной музыки PROGRESS EX04, организованном словенским лейблом rx: tx.
Впоследствии трек Фёдора был выпущен этим лейблом в сборнике Progress: The Trieste — Vladivostok EX.04 Line.
9 октября 2005 года в прямом эфире петербургского канала «СТО» («100 ТВ») Фёдор Сволочь отыграл живой сольный концерт.
Федор (в партнерстве с Яной Вевой) записал как композитор саундтреки к таким компьютерным играм, как «Ash of Gods: The Way», «Life is Feudal: MMO», «Мор (Pathologic 2)».
28 ноября 2023 года был издан новый проект Александра Старостина — Люди Леса, который он сделал совместно с Яной Вевой. Первый альбом проекта получил название «Другие шепоты, другие тени», он был издан на собственной лейбле музыканта Theo Records в виде книги с фотоработами Александра Старостина и компакт-диска в качестве приложения.

## Журналистика
В 2000 года Фёдор стал главным редактором и издателем журнала «БУЛЬDOZER» — первого российского глянцевого журнала об экспериментальной музыке, ставшего одним из самых успешных изданий в среде андеграунда того времени.
С 2009 года Фёдор Сволочь был главным редактором знаменитого первого российского музыкального журнала FUZZ, где продолжал пропагандировать экспериментальную и авангардную музыку. Автор множества статей, включая одни из первых работ о российских экспериментаторах и изобретателях Льве Термене и Евгении Мурзине.

## Режиссура
Фёдор был режиссёром многих клипов Theodor Bastard, таких как «Лес», «The Show Must Go On», «Atika», «Мир» и «Кукушка» (сорежиссёр). Клип «Кукушка» стал самым просматриваемым клипом коллектива. В 2016 году Фёдор снял клип «Карты памяти» для Ивана Демьяна и певицы Маруси.

## Искусство
Владеет акварелью, графикой, аппликацией и техникой коллажа. Оформлял многие издания лейбла Fulldozer
и часть альбомов своего коллектива Theodor Bastard. Известны его оформление альбома Theodor Bastard
«Белое: Ловля Злых Зверей» серией картин гуашью и альбома группы PORCH NAP Ordo Ordinans в виде пятидюймовой
дискеты.
Также Фёдору принадлежит авторство художественной видеоинсталляции к большинству концертов Theodor Bastard.
С 4 декабря 2018 года в музее современного искусства Эрарта в Санкт-Петербурге в отдельном зале проходит выставка картин Фёдора, использованных в оформлении альбома «Белое: Ловля Злых Зверей», приуроченная к выходу юбилейного издания «Белое: Ловля злых зверей (10th Anniversary Edition)», вышедшего в ноябре. Это 13 картин размером 1 метр на 1 метр, дополняют экспозицию видеоинсталляция и звук.
Летом 2019 года состоялась персональная выставка картин Федора Сволочи в Москве в «Зверевском центре современного искусства»
В 2023 году в твердом переплете была издана 64-страничная книга графических и фоторабот Александра Старостина под названием Люди Леса «Другие шепоты, другие тени», которая стала концептуальной частью оформления нового музыкального проекта.

## Продюсирование
В 2000 году Фёдор Сволочь основал вместе с Ильей Козыревым один из первых российских нойз-индустриальных лейблов
Fulldozer Records.
С 2000 года Фёдор участвовал в организации концертов и музыкальных фестивалей, таких как «Живая культура»
(5 июня 2001 года), «Кислотный Тест» (23 ноября 2001 года), «Индустрия Звука» (7 марта 2002 года),
«Бульдозер-фест», Radio Inferno (первый готический фестиваль Санкт-Петербурга, породивший целую волну подражаний).
Федор был одним из организаторов концерта памяти Джона Бэланса с участием Питера Кристоферсона (Coil),
который состоялся в Санкт-Петербурге 23 декабря 2005 года.

В конце 90-х — начале 00-х мы с Лешей Раховом из Deadушек проводили фестиваль «Индустрия Звука» в Red Club, я издавал журнал об экспериментальной музыке БульDozer, мы проводили БульDozer-фест, в рамках которого привозили, например, Кристофферсона из Coil — это был практически последний его визит в Россию и вообще один из немногих случаев, когда он выбирался куда-либо из своего Таиланда; с его же разрешения выпустили своими силами трибьют Джона Бэланса.
— Фёдор Сволочь, «Тыквы сушу и делаю шейкеры»
Также Фёдор занимался продюсированием и продвижением группы
Kira Lao.

## Дискография

### Фёдор Сволочь
- 1996 — Восемь способов добиться леди
- 1997 — Как не нужно делать попсу
- 1998 — Зверинец Крафта-Эбинга

### Wave Save
- 1999 — Wave Save

### Theodor Bastard
- 2000 — Agorafobia
- 2000 — Live In Heaven (концертный альбом)
- 2002 — BossaNova_Trip
- 2004 — Пустота
- 2006 — Суета (концертный альбом)
- 2007 — Agoraphobia (переиздание, частично перезаписан)
- 2008 — Белое: Ловля Злых Зверей
- 2008 — Мир (макси-сингл)
- 2009 — Белое: Предчувствия И Сны (альтернативная/перезаписанная версия альбома Белое: Ловля Злых Зверей)
- 2009 — Будем Жить (макси-сингл)
- 2010 — Tapachula (сингл)
- 2011 — Remixed (альбом ремиксов)
- 2012 — Oikoumene
- 2012 — Music For The Empty Spaces
- 2013 — Live In Dobrolet (концертный альбом)
- 2014 — Пустота (Remastered) (ремастированное, частично перезаписанное издание)
- 2015 — Ветви
- 2017 — Utopia
- 2017 — Serp (сингл)
- 2018 — Белое: Ловля злых зверей (10th Anniversary Edition)
- 2018 — Kolodec
- 2020 — Volch’ya Yagoda
- 2021 — Vetvi (2021 Reissue) (переиздание на лейбле Season of Mist: ремастеринг + бонус-трек 'Vetvi (English Version)')
- 2021 — Love’s Secret Domain [кавер-версия группы Coil]
- 2022 — Зверобой [заглавная композиция к телесериалу Зверобой]
- 2022 — The Show Must Go On [кавер-версия группы Queen]
- 2023 — Oikoumene (10th Anniversary Edition)

### Люди Леса
- 2023 — Другие шепоты, другие тени

## Интервью
- Theodor Bastard: «Ладога, Карельский перешеек — это наши места силы» (10 апреля 2015)
- Theodor Bastard: «Говорят, что мы вообще живем в трансе с рождения» (9 июля 2015)
- Афиша Волна: Премьера сингла Theodor Bastard «Ветви» — Архив (13 апреля 2015)
- Theodor Bastard в Пензе: «Мы можем сделать очень крутой саундтрек» (21 мая 2015)
- Фёдор Сволочь: Тыквы сушу и делаю шейкеры (30 октября 2012)
- Федор Сволочь: «Можно всю жизнь жаловаться, а можно попробовать изменить ситуацию» (20 марта 2016)
- Фёдор Сволочь: Удивляйте себя каждый день, делайте то, чего вы сами от себя не ожидаете (31 октября 2016)

## Видеоинтервью
- Интервью программе «Вечерний Чай» телеканала Теледом
- Интервью для телеканала «Урал1» в Челябинске
- Интервью газете «Комсомольская правда»